# Amos Milburn
Joseph Amos Milburn, Jr. (1 de abril de 1927 – 3 de enero de 1980) fue un cantante y pianista americano de rhythm and blues, popular durante los 1940s y 1950s. Nació y murió en Houston, Texas.
Un comentarista señaló que "Milburn destacó en bonachones y optimistas jugueteos sobre el alcohol y fiestas, imbuidos de un sentido vibrante de humor y doble sentido, así como en vívidas imágenes de su hogar en sus letras."

## Vida y carrera
Nacido en Houston, uno de trece hermanos, a la edad de cinco años Milburn estaba ya tocando canciones al piano. Se alistó en la Armada de los Estados Unidos cuando tenía quince años y fue condecorado con trece estrellas de servicio en las Filipinas antes de retornar a Houston y organizar una banda de dieciséis componentes que tocaría en los clubes de Houston y que estaba gestionado por William y Geneva Church. Milburn colaboró con otros artistas de jazz y blues. Era un pianista e intérprete brillante y durante 1946 atrajo la atención de una mujer que le organizó una sesión de grabación con Aladdin Records en Los Ángeles. La relación de Milburn con Aladdin duró ocho años durante los cuales produjo más de 75 canciones. Su versión de "Down the Road a Piece" (1946) fue una canción blues con un ritmo boogie de Texas que era muy similar en muchos aspectos a la música rock. Sin embargo ninguna se convirtió en popular hasta 1949 cuando siete de sus singles tuvo la atención de la audiencia del R&B.  "Hold Me Baby" y "Chicken Shack Boogie" llegaron al número ocho y nueve en la encuesta de la revista Billboard de 1949 sobre los más vendidos de R&B. Se convirtió en uno de los intérpretes principales asociados a la escena musical de la Central Avenue de Los Ángeles. Fue también un popular artista de giras, y ganó premios tanto de la revista Down Beat (Mejor Estrella de Blues y Jazz) como de la revista Billboard (Mejor Artista R&B). Entre sus canciones más conocidas está "One Scotch, One Bourbon, One Beer". Durante 1950 la canción de Milburn "Bad, Bad, Whiskey" llegó a número uno de la lista de éxitos musicales de R&B y comenzó una serie de canciones sobre el alcohol (ninguna escrita por Milburn, aunque había muchas compuestas por Rudy Toombs). En todo caso, no existe evidencia de que Milburn tuviese algún problema con el alcohol.
Milburn continuó su serie de canciones sobre el alcohol durante 1952 ("Thinking and Drinking", "Trouble in Mind"), mientras estaba recorriendo el país tocando en clubes. Mientras estaba girando en el Medio Oeste de los Estados Unidos, anunció que iba a disolver su combo y continuaría él solo, y ese otoño se unió a Charles Brown para un concierto en el Sur de Estados Unidos. Durante los siguientes años cada una de sus giras se componía de una serie de conciertos de una sesión. Tras tres años en solitario volvió a Houston durante 1956 para reformar su grupo. Durante 1957 las grabaciones de Milburn para Aladdin Records no vendieron demasiado bien, y la discográfica, que tenía sus problemas, se cerró. Intentó recuperar su éxito comercial con unos cuantos lanzamientos con Ace Records pero su tiempo había pasado. La radio Airplay estaba enfatizando el mercado adolescente.
Milburn contribuyó dos veces al canon navideño de R&B. La primera vez fue en 1949, con "Let's Make Christmas Merry, Baby", para Aladdin Records, y luego de nuevo en 1960 con "Christmas (Comes but Once a Year)" para King Records. Ambas aparecieron como lado A y lado B de los clásicos de vacaciones de Brown "Please Come Home for Christmas".
La última grabación de Milburn fue para un álbum de Johnny Otis. Esto fue durante 1972 después de haber sido incapacitado por un accidente cerebrovascular, tanto es así que Otis tuvo que tocar las partes de piano de la mano izquierda en vez de su viejo amigo. Su segundo ataque tuvo como resultado la amputación de una pierna por problemas circulatorios. Murió poco después a la edad de 52 a años por un tercer ataque.

## Legado
El cantante y pianista tejano de boogie-woogie fue un importante intérprete de música blues durante los años inmediatamente anteriores a la Segunda Guerra Mundial.
Milburn fue uno de los primeros intérpretes en cambiar de sofisticados arreglos de jazz a un más fuerte jump blues. Comenzó enfatizando el rtimo y cualidades técnicas de la voz para hacerlo luego con la instrumentación.
Sus energéticas canciones, sobre temática de "ponerse a tono", fue admirado por sus colegas músicos, como Little Willie Littlefield, Floyd Dixon y su primer discípulo, Fats Domino.
Tuvo éxito comercial durante once años e influenció a muchos intérpretes. Fast Domino acredita a Milburn insistentemente como una de sus máximas inlfuencias a nivel musical.

## Discografía

### Grabaciones selectas
- "Amos Blues" – 1946
- "Down the Road a Piece" – 1947
- "Chicken Shack Boogie" – 1948
- "A&M Blues" – 1948
- "Bewildered" – 1948
- "Hold Me, Baby" – 1949
- "In the Middle of the Night" – 1949
- "Roomin' House Boogie" – 1949
- "Let's Make Christmas Merry, Baby" – 1949
- "Bad, Bad, Whiskey" – 1950
- "Thinkin' And Drinkin" – 1952 – escrito por Rudy Toombs
- "Trouble in Mind" – 1952
- "Let Me Go Home, Whiskey"[11] – 1953 – escrito por Shifty Henry
- "One Scotch, One Bourbon, One Beer" – 1953 – escrito también por Rudy Toombs
- Rockin' The Boogie – (LP de 10 pulgadas) – 1955

### LP
- Let's Have A Party – 1957 – Score Records
- A Million Sellers –  1962 – Imperial Records
- The Return of the Blues Boss – 1963 – Motown Records

### Álbumes de recopilación
- The Best of Amos Milburn: Down the Road Apiece – (CD – 1994 – EMI America Records
- The Complete Aladdin Recordings of Amos Milburn – (CD box set) – 1994 – Mosaic Records
- Blues, Barrelhouse & Boogie Woogie – (CD box set) – 1996 – Capitol Records[12]
- The Best of Amos Milburn – (CD) – 2001 – EMI-Capitol Special Markets
- The Original Sound of Charles Brown & Amos Milburn{with Jackie Shane-Bob Marshall & The Crystals}Lp 1955? On Pickwick/Grand Prix Series, Pickwick International Inc.